# آب‌بید (مازو)
آب‌بید یک منطقهٔ مسکونی در ایران است که در دهستان مازو واقع شده‌است. آب‌بید ۹۲ نفر جمعیت دارد.